# Latvijas Jūras spēki
Latvijas Jūras spēki – jeden z rodzajów łotewskich sił zbrojnych. Marynarka wojenna Łotwy, istniejąca w latach 1919–1940, a następnie od uzyskania niepodległości kraju w 1991 roku. Jej trzon składa się z pięciu trałowców, pięciu okrętów patrolowych i dwóch okrętów pomocniczych. Łotewska marynarka wojenna operuje w ramach sił morskich NATO, angażuje się w ćwiczenia oraz operacje międzynarodowe – w tym w operację antypiracką Unii Europejskiej „Atalanta”.

## Historia

### Lata 1919–1940
Po uzyskaniu niepodległości przez Republikę Łotewską w 1918 roku władze armii łotewskiej ogłosiły 10 sierpnia 1919 roku formalne utworzenie oddzielnej marynarki wojennej – Dywizjonu Straży Morskiej. 12 czerwca 1921 roku wstąpił do służby pierwszy łotewski okręt, poniemiecki trałowiec „Virsaitis”. Pomimo niewielkiego budżetu kraju, siły morskie zostały rozbudowane w ciągu najbliższych kilku lat poprzez zakup nowych okrętów we Francji. Do służby weszły jedyne okręty bojowe – dwa okręty podwodne „Ronis” i „Spidola” oraz dwa dalsze trałowce „Viesturs” i „Imanta”. Okręty te, oprócz jednostek pomocniczych, stanowiły trzon marynarki Łotwy w okresie międzywojennym. W 1926 roku utworzono oddział lotnictwa morskiego. Okupacja Łotwy przez wojska radzieckie 17 czerwca 1940 roku i następnie przyłączenie Łotwy do ZSRR jako jednej z republik przyniosła kres własnej państwowości i odrębności łotewskiej marynarki wojennej. Po integracji z radziecką marynarką wojenną większość dawnych łotewskich okrętów wojennych została zniszczona podczas II wojny światowej.

### Od 1991
Po odzyskaniu niepodległości Łotwa rozpoczęła odbudowę swoich sił zbrojnych w 1991 roku. Jako zadania dla marynarki wojennej określono bezpieczeństwo własnych granic morskich i usuwanie min. 11 kwietnia 1992 roku podniesiono banderę na pierwszej jednostce „Sams”, co jest uważane za datę odrodzenia sił morskich Łotwy (był to dawny kuter ochrony rybołówstwa łotewskiej SRR „Ribanadzor”). W następnych latach przejęte jednostki patrolowe zostały wycofane ze służby, a na ich miejsce zostały zakupione używane okręty z zagranicy, między innymi z zasobów Marynarki Ludowej NRD. Przez pewien czas jedynymi okrętami o większej wartości były niemieckie trałowce typu Kondor, o tradycyjnych nazwach „Viesturs” i „Imanta”, otrzymane w 1993 roku (uzbrojone dopiero w kolejnym roku, z użyciem polskich działek). Priorytetem stały się działania przeciwminowe – do 2011 roku usunięto 477 min, bomb lub torped pozostałych z czasów wojny, głównie z Zatoki Ryskiej i Cieśniny Irbe. Spośród jednostek pomocniczych, Łotwa między innymi otrzymała w 1993 roku polski holownik „Pērkons” (ex H-18). Do czerwca 1994 roku łotewskie bazy w Lipawie i Bolderāja ostatecznie opuściła rosyjska Flota Bałtycka, pozostawiając znaczną liczbę niesprawnych i nadających się do złomowania, a w wielu wypadkach zatopionych okrętów różnych klas, natomiast same bazy były zdewastowane i wymagające oczyszczenia z wraków.
Od 1995 roku okręty łotewskie zaczęły na zaproszenie sojuszu NATO brać udział w największych międzynarodowych manewrach BALTOPS na Bałtyku. W październiku 1996 r. rozpoczęto trwałą współpracę z siłami morskimi Litwy i Estonii. W związku z tym w 1998 roku utworzono międzynarodowy Dywizjon Bałtycki  (BALTRON) zajmujący się poszukiwaniem min morskich. Od przystąpienia do NATO w 2004 r. łotewskie siły morskie regularnie uczestniczyły w manewrach takich jak: SQUADEX lub Open Spirit. Ponadto kraj uczestniczy w różnych międzynarodowych misjach bojowych.

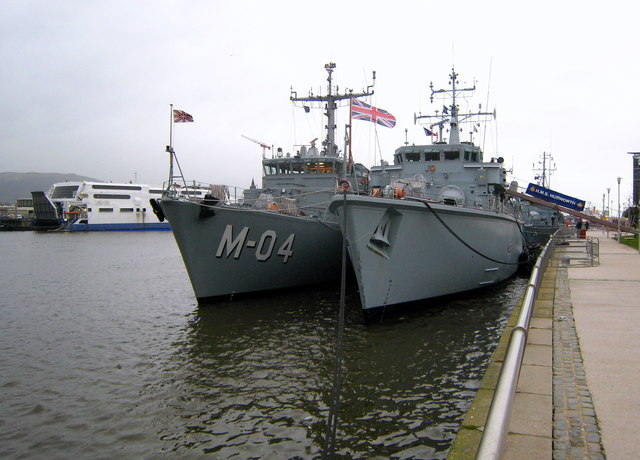
Łotewskie okręty w Belfaście

W ramach dalszego wzmacniania priorytetowych zadań marynarki, od 2007 roku do służby weszło pięć zakupionych od Holandii niszczycieli min typu Alkmaar (Tripartite). Od 2011 roku do służby weszło pięć nowoczesnych okrętów patrolowych typu Skrunda w układzie katamaranu, zbudowane w łotewskiej stoczni w Rydze.
Po reorganizacjach, od 2004 roku siły morskie Łotwy dzielą się na Dowództwo Floty, Dowództwo Flotylli Okrętów Bojowych i Straż Graniczną. W skład Flotylli Okrętów Bojowych wchodzą: Dywizjon Okrętów Przeciwminowych, Dywizjon Okrętów Patrolowych, System Obserwacji Rejonu Wodnego i Łączności oraz Centrum Wsparcia i Serwisowe Sił Przeciwminowych. W 2011 roku marynarka Łotwy liczyła 18 okrętów i 797 osób, w tym 123 oficerów. Głównymi bazami są Lipawa i Windawa.

### Dowódca sił morskich
Poniżej przedstawiona jest lista dowódców Łotewskiej Marynarki Wojennej.
| Imię i nazwisko          | Lata pracy                           | Uwagi                                                    |
| ------------------------ | ------------------------------------ | -------------------------------------------------------- |
| Archibald von Keyserling | do 1931                              |                                                          |
| Teodors Spāde            | 1931-1940                            |                                                          |
| Gaidis Andrejs Zeibots   | 1992-1999                            | 2003–2006 dowódca sił zbrojnych                          |
| Ilmārs Lešinskis         | 1999-2004                            |                                                          |
| Aleksandrs Pavlovičs     | 2004-2009                            |                                                          |
| Rimants Štrimaitis       | 5 października 2009-7 listopada 2013 |                                                          |
| Kaspars Zelčs            | 8 listopada 2013-11 lipca 2014       | tymczasowy                                               |
| Juris Roze               | od 11 lipca 2014                     | 2015/16 reprezentowany przez szefa sztabu Valdisa Stankę |
| Ingus Vizulis            | od 18 kwietnia 2016                  |                                                          |

## Wyposażenie
| Typ                               | Numer                | Nazwa                | We flocie od         | Uwagi                                         |
| Okręty przeciwminowe              | Okręty przeciwminowe | Okręty przeciwminowe | Okręty przeciwminowe | Okręty przeciwminowe                          |
| --------------------------------- | -------------------- | -------------------- | -------------------- | --------------------------------------------- |
| Niszczyciele min typu Tripartite  | M-04                 | „Imanta”             | 2007                 | dawniej Holandia Hr.Ms. „Harlingen” (M854)    |
| Niszczyciele min typu Tripartite  | M-05                 | „Viesturs”           | 2007                 | dawniej Holandia Hr.Ms. „Scheveningen” (M855) |
| Niszczyciele min typu Tripartite  | M-06                 | „Tālivaldis”         | 2008                 | dawniej Holandia Hr.Ms. „Dordrecht” (M852)    |
| Niszczyciele min typu Tripartite  | M-07                 | „Visvaldis”          | 2008                 | dawniej Holandia Hr.Ms. „Delfzijl” (M851)     |
| Niszczyciele min typu Tripartite  | M-08                 | „Rūsiņš”             | 2011                 | dawniej Holandia Hr.Ms. „Alkmaar” (M850)      |
| Okręty patrolowe                  |                      |                      |                      |                                               |
| Okręty patrolowe typu Storm       | P 01                 | «Zibens»             |                      | dawniej Norwegia KNM "Djerv" (P966); wycofany |
| Okręty patrolowe typu Storm       | P 02                 | «Lode»               | od 11 lipca 2001     | dawniej Norwegia KNM "Hvass" (P972); wycofany |
| Okręty patrolowe typu Storm       | P 03                 | «Linga»              | od 11 lipca 2001     | dawniej Norwegia KNM "Gnist" (P979); wycofany |
| Okręty patrolowe typu Skrunda     | P 05                 | «Skrunda»            | od 2011 roku         |                                               |
| Okręty patrolowe typu Skrunda     | P 06                 | «Cēsis»              | od 2011 roku         |                                               |
| Okręty patrolowe typu Skrunda     | P 07                 | «Viesīte»            | od 2011 roku         |                                               |
| Okręty patrolowe typu Skrunda     | P 08                 | «Jelgava»            | od 2011 roku         |                                               |
| Okręty patrolowe typu Skrunda     | P 09                 | «Rēzekne»            | od 2011 roku         |                                               |
| Okręty pomocnicze                 |                      |                      |                      |                                               |
| Typ Vidar                         | A 53                 | «Virsaitis»          | od 27 stycznia 2003  | dawniej Norwegia KNM "Vale" (N53)             |
| okręt hydrograficzny typu Buyskes | A 90                 | «Varonis»            | od 11 listopada 2004 | dawniej Holandia Hr.Ms. "Buyskes" (A904)      |
| holownik typu H-300               | A 18                 | «Pērkons»            | od 1993              | dawniej Polska H-18; wycofany                 |
| Okręty straży przybrzeżnej        |                      |                      |                      |                                               |
| Łodzie patrolowe KB               | KA 01                | «Kristaps»           | od 1993              | dawniej Szwecja                               |
| Łodzie patrolowe KB               | KA 06                | «Gaisma»             | od 1994              | dawniej Szwecja                               |
| Łodzie patrolowe KB               | KA 07                | «Ausma»              | od 1994              | dawniej Szwecja                               |
| Łodzie patrolowe KB               | KA 08                | «Saule»              | od 1994              | dawniej Szwecja                               |
| Łodzie patrolowe KB               | KA 09                | «Klints»             | od 1994              | dawniej Szwecja                               |
| Łodzie patrolowe KB               | KA 14                | «Astra»              | od 1994              | dawniej Finlandia                             |

## Stopnie wojskowe
| Oficerowie Łotewskiej Marynarki Wojennej | Oficerowie Łotewskiej Marynarki Wojennej | Oficerowie Łotewskiej Marynarki Wojennej | Oficerowie Łotewskiej Marynarki Wojennej | Oficerowie Łotewskiej Marynarki Wojennej | Oficerowie Łotewskiej Marynarki Wojennej | Oficerowie Łotewskiej Marynarki Wojennej | Oficerowie Łotewskiej Marynarki Wojennej | Oficerowie Łotewskiej Marynarki Wojennej | Oficerowie Łotewskiej Marynarki Wojennej |
|                                          | Flagowi Oficerowie                       | Flagowi Oficerowie                       | Flagowi Oficerowie                       | Starsi Oficerowie                        | Starsi Oficerowie                        | Starsi Oficerowie                        | Oficerowie Młodsi                        | Oficerowie Młodsi                        | Oficerowie Młodsi                        |
| ---------------------------------------- | ---------------------------------------- | ---------------------------------------- | ---------------------------------------- | ---------------------------------------- | ---------------------------------------- | ---------------------------------------- | ---------------------------------------- | ---------------------------------------- | ---------------------------------------- |
| Naramiennik                              |                                          |                                          |                                          |                                          |                                          |                                          |                                          |                                          |                                          |
| Polski odpowiednik Ranga                 | Admirał floty Viceadmirālis              | Wiceadmirał Kontradmirālis               | Kontradmirał Flotiles admirālis          | Komandor Jūras Kapteinis                 | Komandor porucznik Komandkapteinis       | Komandor podporucznik Komandleitnants    | Kapitan marynanarki Kapteiņleitnants     | Porucznik marynarki Virsleitnants        | Podporucznik marynarki Leitnants         |
| Odpowiada w systemie NATO:               | OF-8                                     | OF-7                                     | OF-6                                     | OF-5                                     | OF-4                                     | OF-3                                     | OF-2                                     | OF-1                                     | OF-1                                     |

| Podoficerowie Łotewskiej Marynarki Wojennej | Podoficerowie Łotewskiej Marynarki Wojennej           | Podoficerowie Łotewskiej Marynarki Wojennej  | Podoficerowie Łotewskiej Marynarki Wojennej | Podoficerowie Łotewskiej Marynarki Wojennej | Podoficerowie Łotewskiej Marynarki Wojennej | Podoficerowie Łotewskiej Marynarki Wojennej | Podoficerowie Łotewskiej Marynarki Wojennej | Podoficerowie Łotewskiej Marynarki Wojennej |
|                                             | Generalni podoficerowie                               | Generalni podoficerowie                      | Starsi podoficerowie                        | Starsi podoficerowie                        | Młodsi podoficerowie                        | Młodsi podoficerowie                        | Marynarze                                   | Marynarze                                   |
| ------------------------------------------- | ----------------------------------------------------- | -------------------------------------------- | ------------------------------------------- | ------------------------------------------- | ------------------------------------------- | ------------------------------------------- | ------------------------------------------- | ------------------------------------------- |
| Naramiennik                                 |                                                       |                                              |                                             |                                             |                                             |                                             |                                             | Brak naramiennika                           |
| Polski odpowiednik Ranga                    | Starży chorąży Sztabowy Marynarki Augstākais bocmanis | Starszy chorąży Marynarki Galvenais bocmanis | chorąży Marynarki Štāba bocmanis            | Bosman Bocmanis                             | Sierżant Seržants                           | Kapral Kaprālis                             | Starszy Marynarz Dižmatrozis                | Marynarz Matrozis                           |
| Odpowiada w systemie NATO:                  | OR-9                                                  | OR-8                                         | OR-7                                        | OR-6                                        | OR-5                                        | OR-4                                        | OR-3                                        | OR-2                                        |

## Flagi wojskowe
| Bandera | Proporzec | Znak dowódcy okrętu |
| ------- | --------- | ------------------- |
|         |           |                     |

## Flagi urzędników
| Minister obrony | Dowódca marynarki | wojennej         | Wiceadmirał     | Kontradmirał |
| --------------- | ----------------- | ---------------- | --------------- | ------------ |
|                 |                   |                  |                 |              |
| Komandor        | Komandor floty    | Komandor eskadry | Dowódca dywizji |              |
|                 |                   |                  |                 |              |